# Manta birostris
La manta gigante (Manta birostris Walbaum, 1792) è un pesce cartilagineo della famiglia Myliobatidae.

## Descrizione
Il corpo della manta gigante è costituito da un disco rosso di forma romboidale largo circa 2,2-2,4 volte la sua lunghezza, con gli apici appuntiti verso le estremità laterali. Il capo è largo quasi un terzo dell'ampiezza del disco, e presenta all'estremità anteriore una bocca molto ampia con ai lati due peculiari appendici dette pinne cefaliche, che durante i pasti vengono tenute aperte per convogliare il cibo, mentre durante il nuoto vengono arrotolate assumendo l'aspetto di corna, da cui il nome latino birostris. Gli occhi sono posti subito dietro alle pinne felici, ai lati del capo. Sul ventre si aprono bilateralmente le cinque fessure branchiali, ampie e munite di un apposito filtro per il plancton. Posteriormente al corpo si diparte una sottile appendice caudale che supera di poco la lunghezza del corpo, sormontata alla base da una minuscola pinna dorsale. Non presenta aculei veleniferi, se non in forma abbozzata. La pelle presenta piccoli denticoli dermici di forma radiale.
La colorazione sul dorso è bruno-nerastra o grigia, abbastanza uniforme con a volte zone o macchie più chiare, mentre sul lato ventrale è bianco lattiginosa ma con presenza di macchie scure che assumono conformazioni diverse in ogni esemplare, tanto da essere utilizzate dagli studiosi per il riconoscimento in una data popolazione.
Essendo un condroitto, è dotata di uno scheletro di natura cartilaginea.
Si tratta del gigante della famiglia e di uno dei pesci più grandi in assoluto, raggiungendo un'apertura del disco di 6,7 metri ed un peso superiore alla tonnellata, anche se sono state riportate misure persino superiori, fino a 9 metri di ampiezza. Le maggiori dimensioni ed alcuni particolari nella dentatura e nella colorazione differenziano questa specie dall'affine Manta alfredi, riconosciuta come specie distinta solo nel 2009. Il peso massimo che si sia mai registrato si aggira intorno alle 2 tonnellate, ma mediamente gli individui adulti non superano i 700-800 kg.

## Distribuzione e habitat
È presente in tutti i mari ed oceani della fascia tropicale e temperata. Nell'oceano Atlantico si spingono a nord fino alle coste del New Jersey e nei pressi dello Stretto di Gibilterra, senza però entrare nel Mediterraneo, a sud sono state rilevate fino all'Uruguay e alle coste del Congo. Sono state osservate in tutte le zone dell'oceano Indiano, e nel Pacifico a nord fino al Giappone e alle coste della California, a sud fino all'isola nord della Nuova Zelanda e alle coste del Cile.

## Biologia

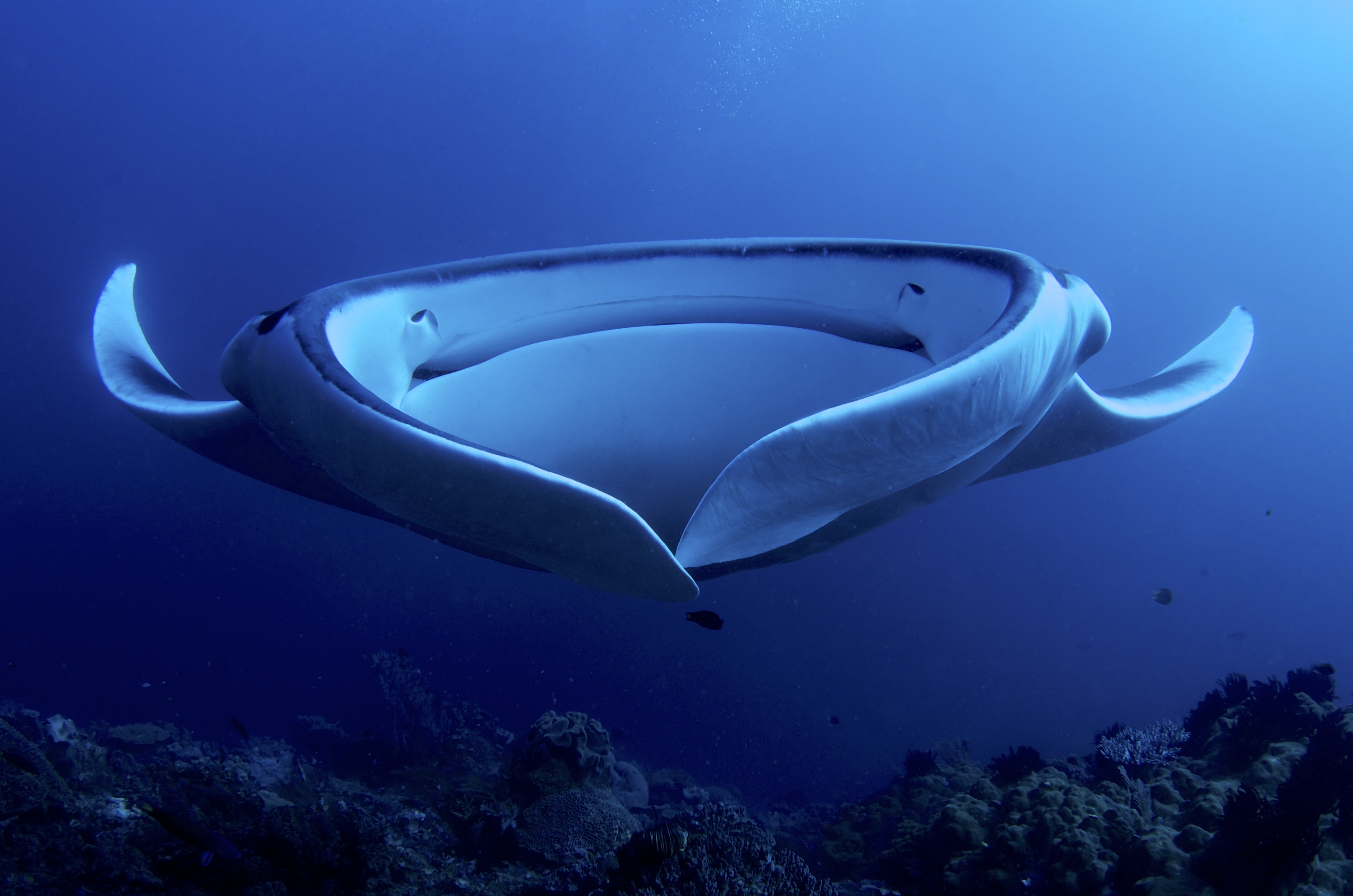
Visione frontale di manta gigante

A differenza di altri raiformi, la manta gigante non frequenta abitualmente il fondale marino. Le sue abitudini sono essenzialmente pelagiche, spingendosi abitualmente anche in mare aperto, isolata o in piccoli gruppi, che possono diventare molto numerosi in casi particolari. Esistono dati che supportano l'ipotesi di migrazioni stagionali effettuate per motivi alimentari. Sono ottimi nuotatori, capaci di compiere anche spettacolari salti fuori dall'acqua, probabilmente nel tentativo di liberarsi di parassiti o remore.

### Alimentazione
Si ciba principalmente di zooplancton, piccoli animali non autonomi nel muoversi che si lasciano trasportare dalla corrente, che cattura nuotando e convogliando l'acqua verso la bocca, aiutata dalle due pinne cefaliche ampiamente mobili.

### Riproduzione
Sono animali ovovivipari in quanto il piccolo, solitamente unico, nasce in seguito alla schiusa dell'uovo nel corpo della madre. Il periodo della riproduzione è generalmente dall'inizio di dicembre alla fine di aprile.
Il corteggiamento in questa specie vede molti maschi seguire una singola femmina per lungo tempo, fino a quando un maschio riesce a prevalere e avviene la fecondazione, di tipo interno.